# Jettenbach (Oberbayern)
Jettenbach er en kommune i Landkreis Mühldorf am Inn i den østlige del af regierungsbezirk Oberbayern i den tyske delstat Bayern. Den er en del af Verwaltungsgemeinschaft Kraiburg am Inn.

## Geografi
Jettenbach ligger i region Sydøstoberbayern i Bayerisches Alpenvorland i dalen til floden Inn. Landsbyen ligger 20 km nordøst for Wasserburg, 18 km sydvest for Mühldorf og 7 km fra Waldkraiburg.

### Nabokommuner
- Gars
- Aschau am Inn
- Waldkraiburg
- Kraiburg am Inn
- Unterreit